# Jean-François de Sompsois
Jean-François de Sompsois,, (vers 1720 - 1808 à Paris), est un peintre et dessinateur français d'origine helvétique, spécialiste de la technique du pastel, qui fit une grande partie de sa carrière entre la Russie et Paris.

## Patronyme
Son nom est sujet à de nombreuses variations avec ou sans particule : de Sompsois, Sampçoi, Sampsoy, Sampsua, Samsu, Samsois, Somsois, Sampsois, Sumpsois ; on trouve aussi Jean Samsois. En russe, on trouve Сампсуа ou Сансуа.

## Biographie

### Naissance
Il est issu de la famille de Sompsois. Selon Louis-Alexandre Frotier de La Messelière, Jean-François de Sompsois est le fils d'un mercenaire suisse du duc de Gesvres (1655-1739), gouverneur de Paris. La date de naissance de Sompsois n'est pas connue avec précision, on l'estime aux alentours de 1720.

### Carrière
Il paraît à Saint-Pétersbourg en 1751 ou 1752, appelé à la cour pour faire le portrait de l'impératrice Élisabeth Ire de Russie.
Reparti pour la France, il revient à Saint-Pétersbourg en 1756. Il reste cette fois-ci six ans en Russie.
Il est l'auteur notamment d'une suite de onze portraits au pastel des dames d'honneur d'Élisabeth Alexeïevna conservés aujourd'hui au palais chinois du palais d'Oranienbaum, à côté de Saint-Pétersbourg, et réalisés à partir de 1756.
Sompsois est l'auteur de nombreux autres pastels.

### Décès
Sa mort est estimée après l'année 1797, à Paris. Il y semble toutefois encore actif jusqu'en 1808.

## Œuvres

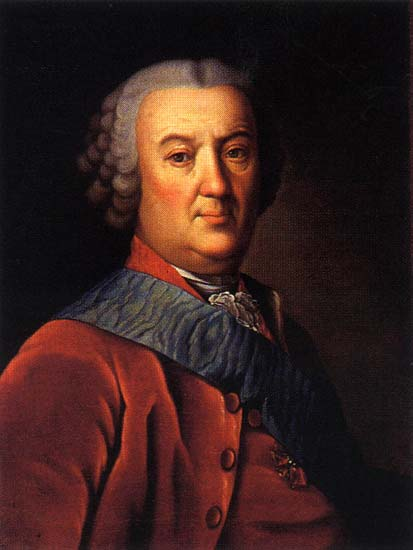
Portrait d'Ivan Loukianovitch Talyzine
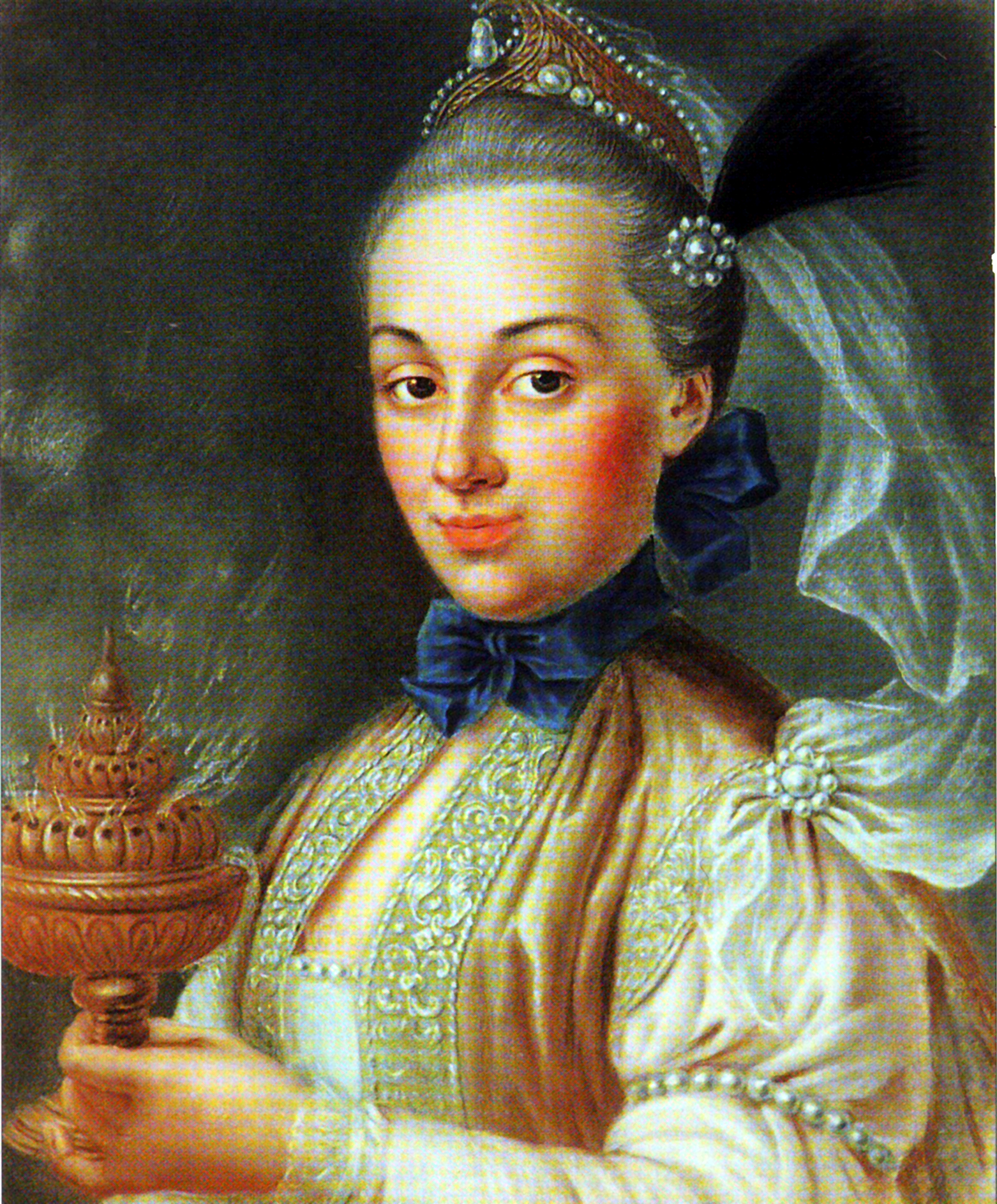
Portrait de la princesse Marie Yakovlevna de Géorgie, née Dolgorouki (1728-1761), belle-fille de Vakhtang VI, figurant l'Asie
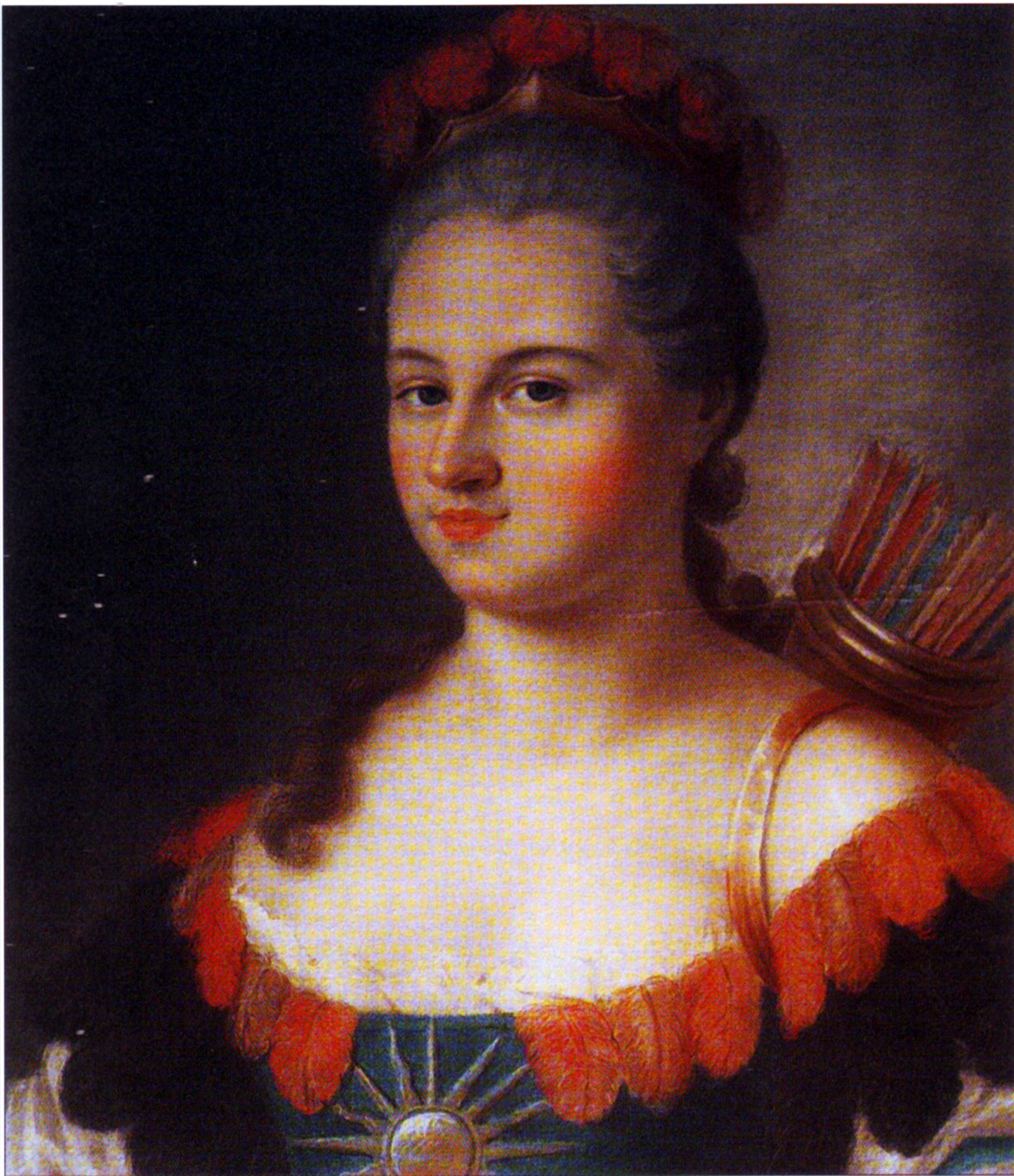
Portrait de Matriona Guerassimovna Teplova, née Demechko, épouse du conseiller secret G. Teplov (1711-1779), favorite de Pierre III, figurant l'Amérique
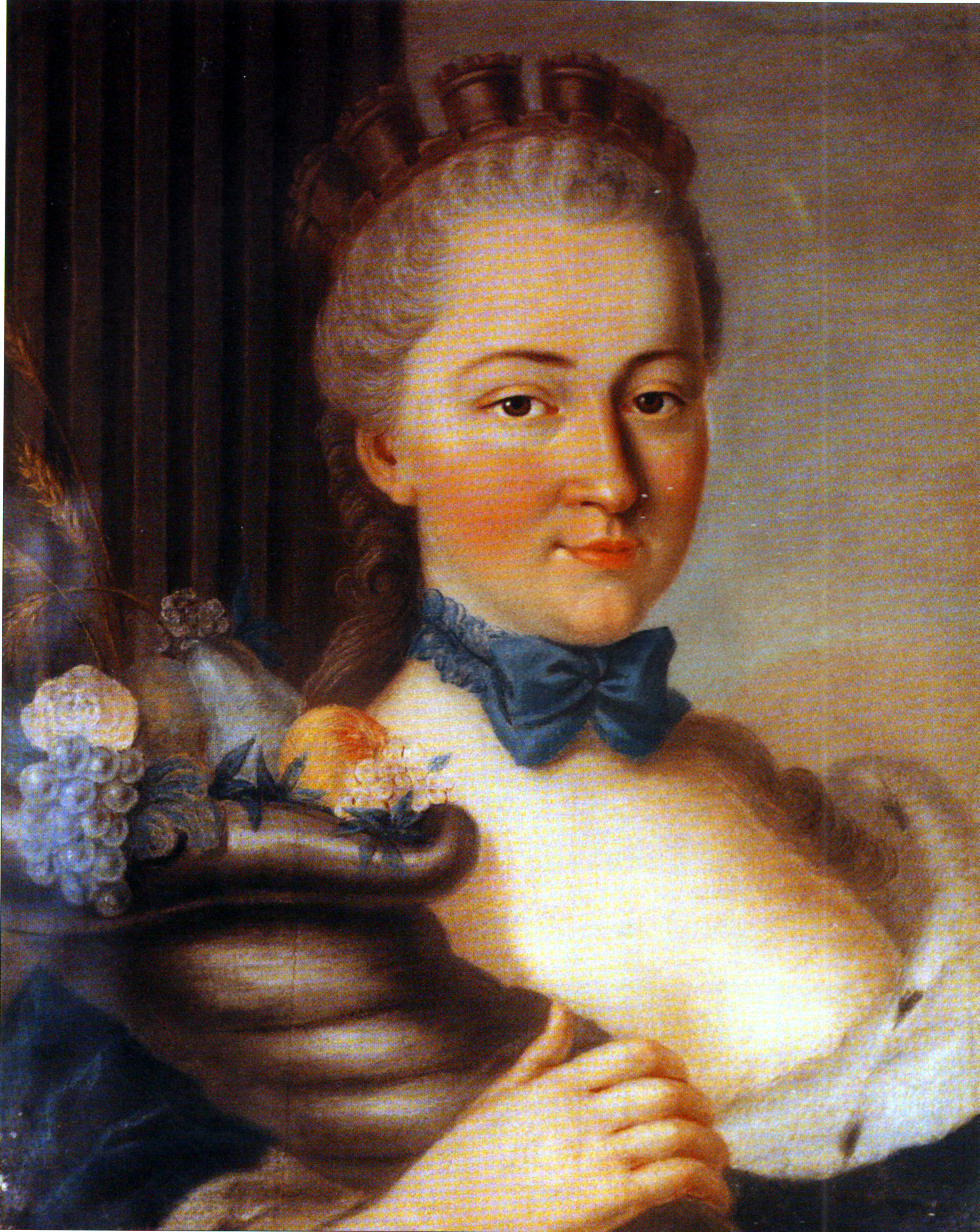
Portrait de la princesse Marie Pavlovna Narychkina (1728-1793), née Balk-Polev, épouse (1746) du prince Serge Narychkine (1710-1775), figurant l'Europe
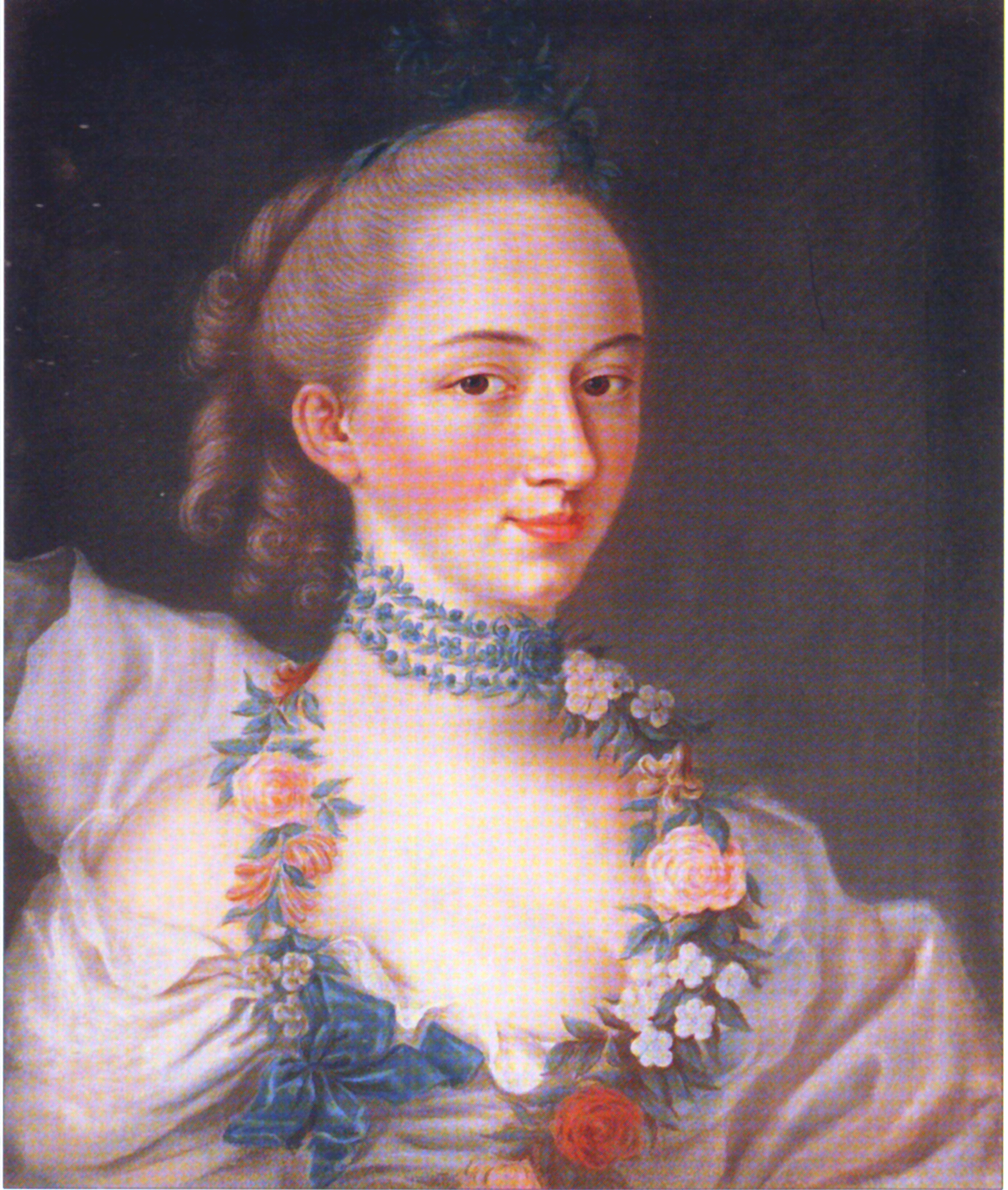
Portrait de la princesse Nathalie Pavlovna Chtcherbatova (1726-1791), née Balk-Polev, sœur de la précédente et épouse (1749) du prince M.P. Chtcherbatov (1724-1760)
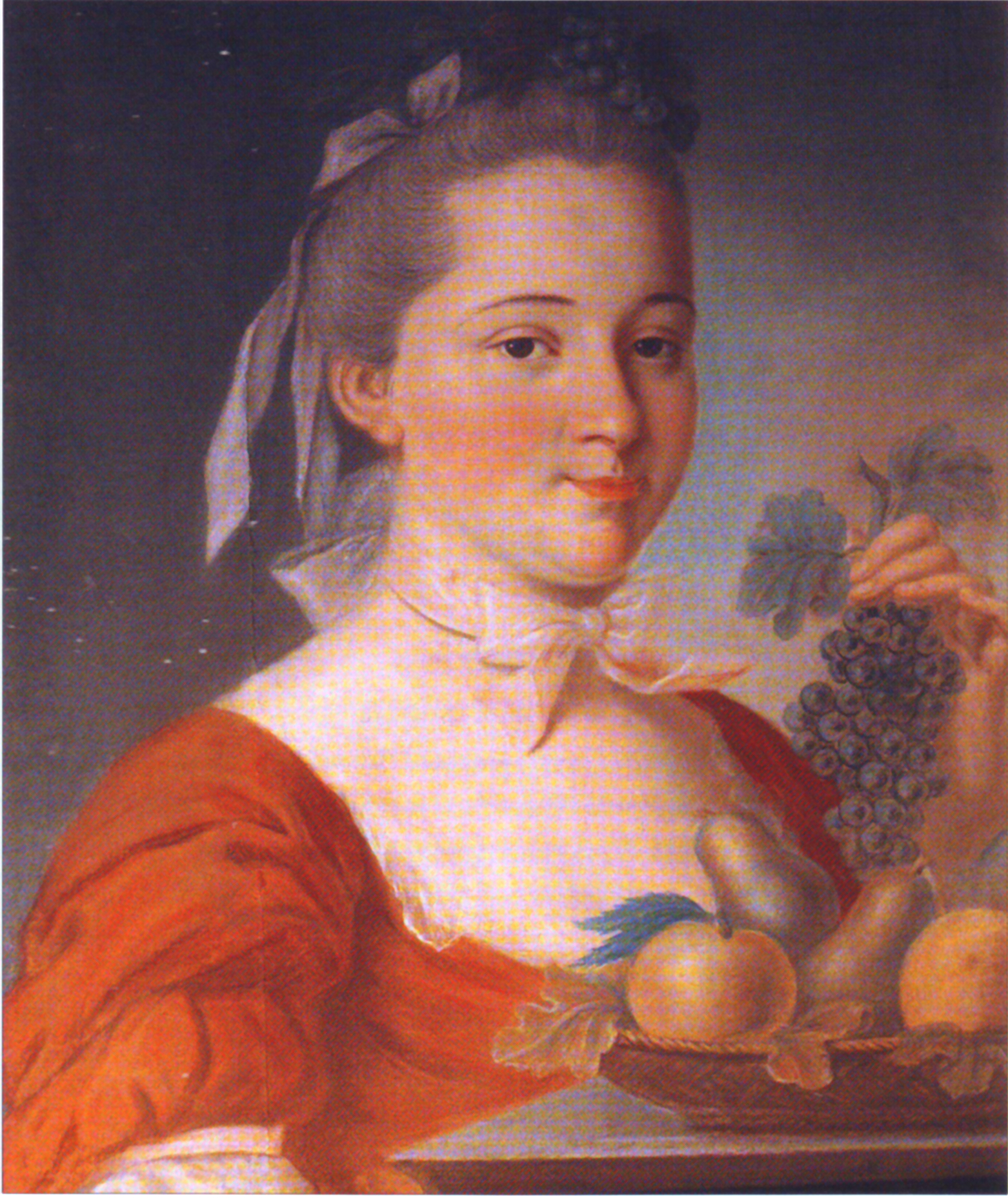
Portrait de la princesse Matriona Pavlovna Saltykova, née Balk-Polev (1730-1810), sœur des précédentes et épouse (1750) du prince S.V. Saltykov (1726-1776), figurant l'automne
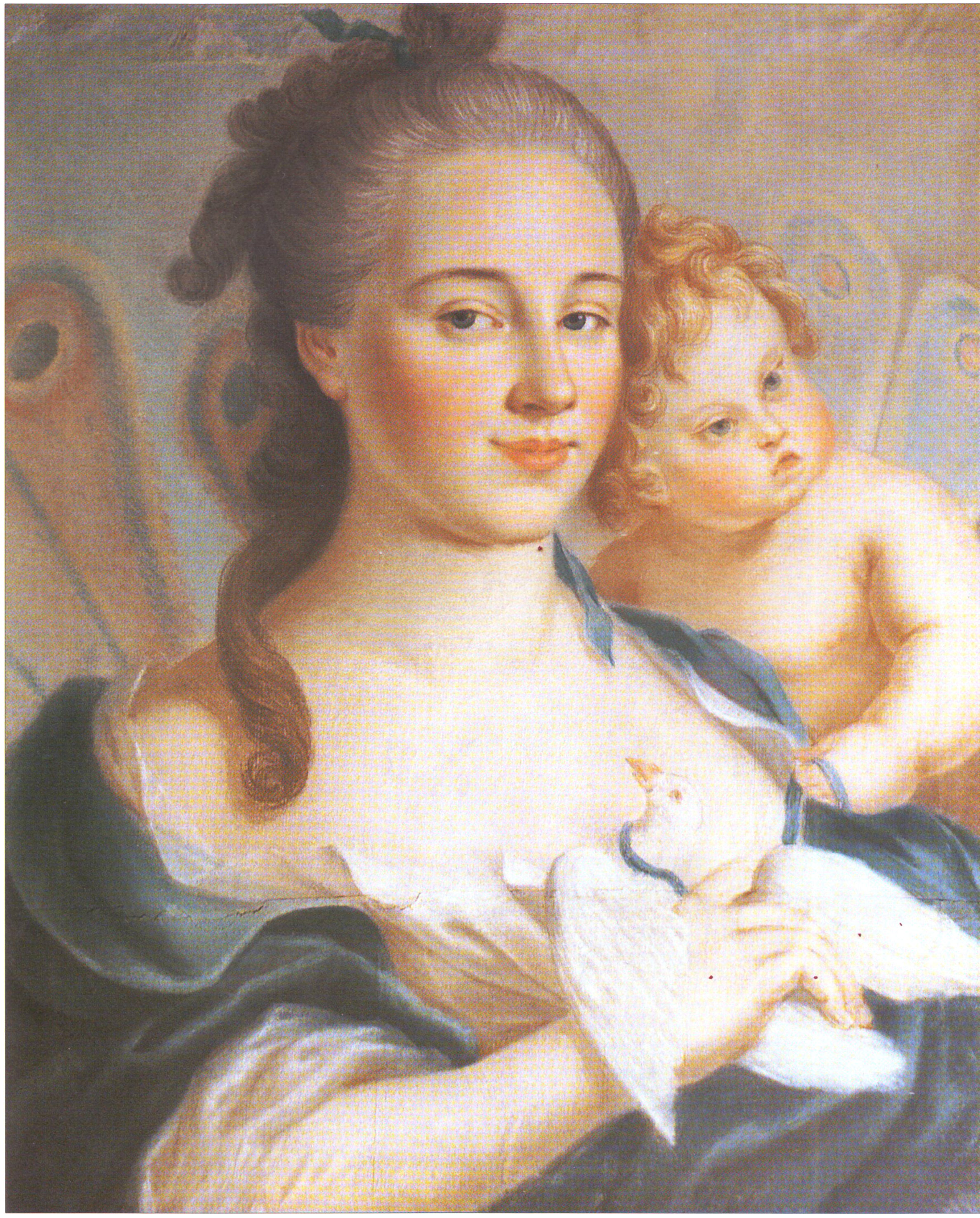
Portrait de la princesse Anne Nikitchna Narychkina (1730-1820), née Roumiantsev, épouse (1749) du prince A.A. Narychkine (1726-1795), figurant l'air
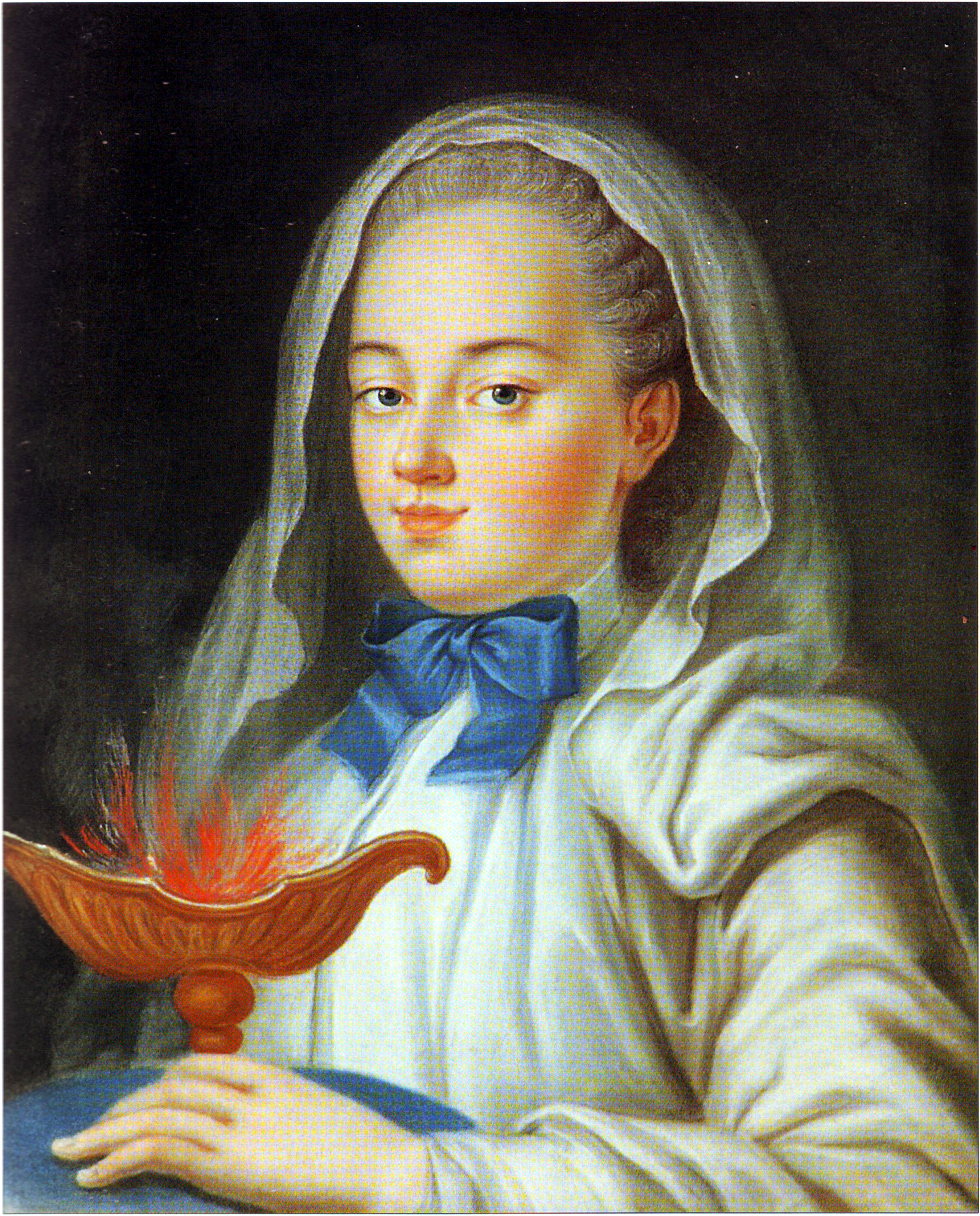
Portrait de la comtesse Marie Romanovna Vorontsova (1738-1765) qui épousera P.A. Boutourline, figurant le feu. Elle est la sœur de la confidente de Catherine II, la princesse Dachkov, et des comtes Semion et Alexandre Vorontsov
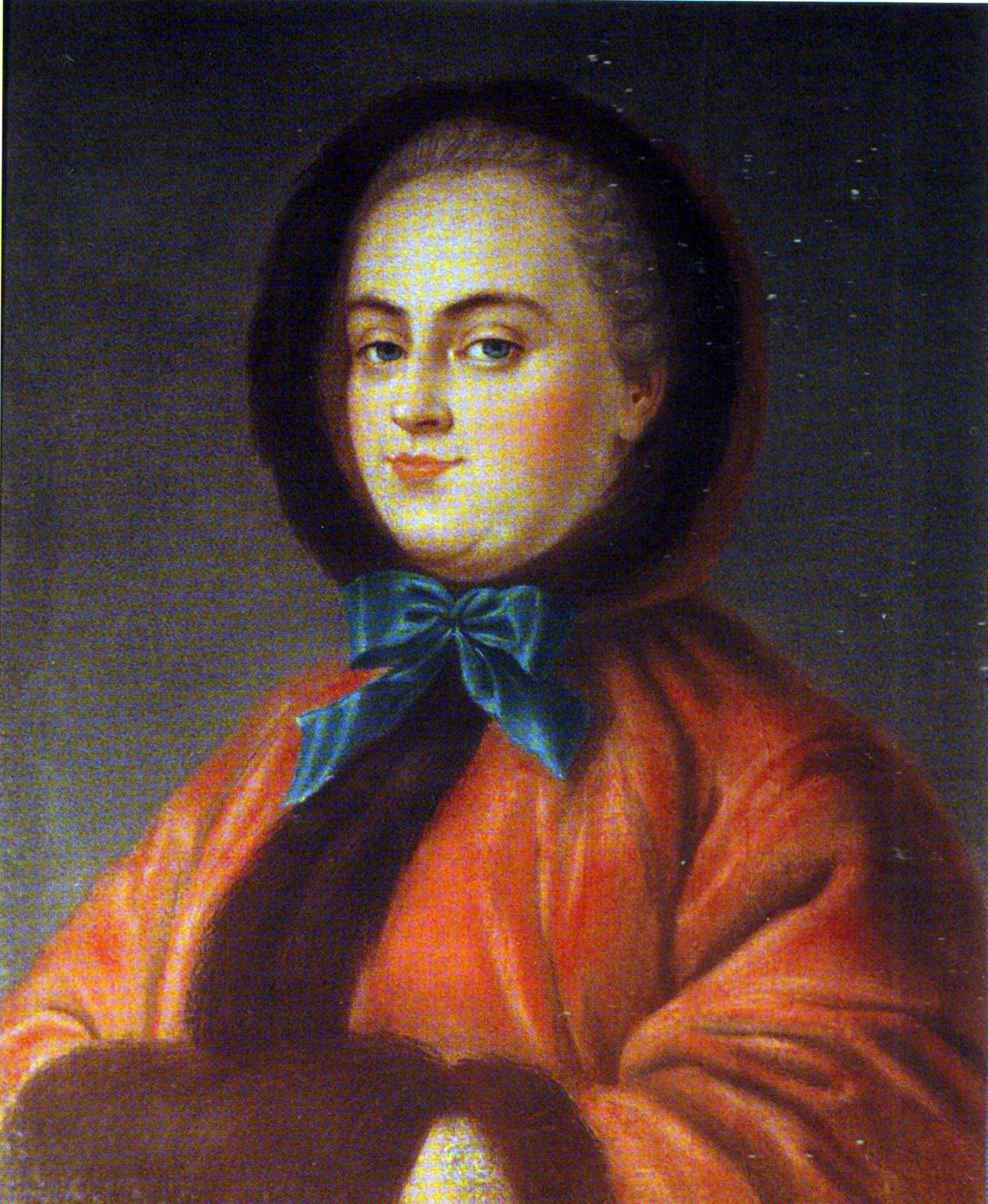
Portrait de la princesse Daria Alexeïevna Galitzina, née princesse Gagarine (1724-1798), épouse du prince A.M. Galitzine figurant l'hiver
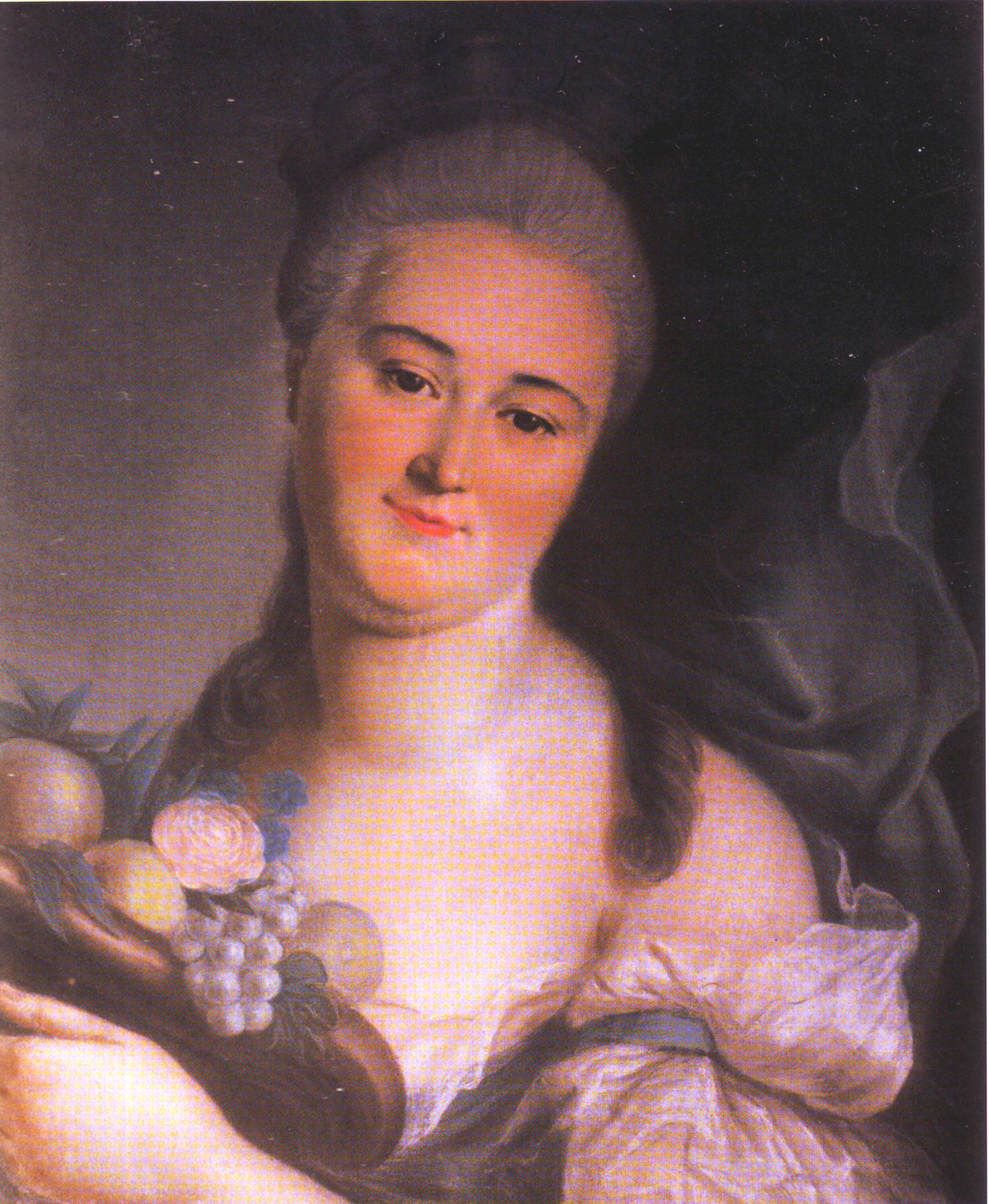
Portrait de Marina Ossipovna Zakrevskaïa (1741-1800), épouse du prince L.A. Narychkine (1733-1799), figurant la terre
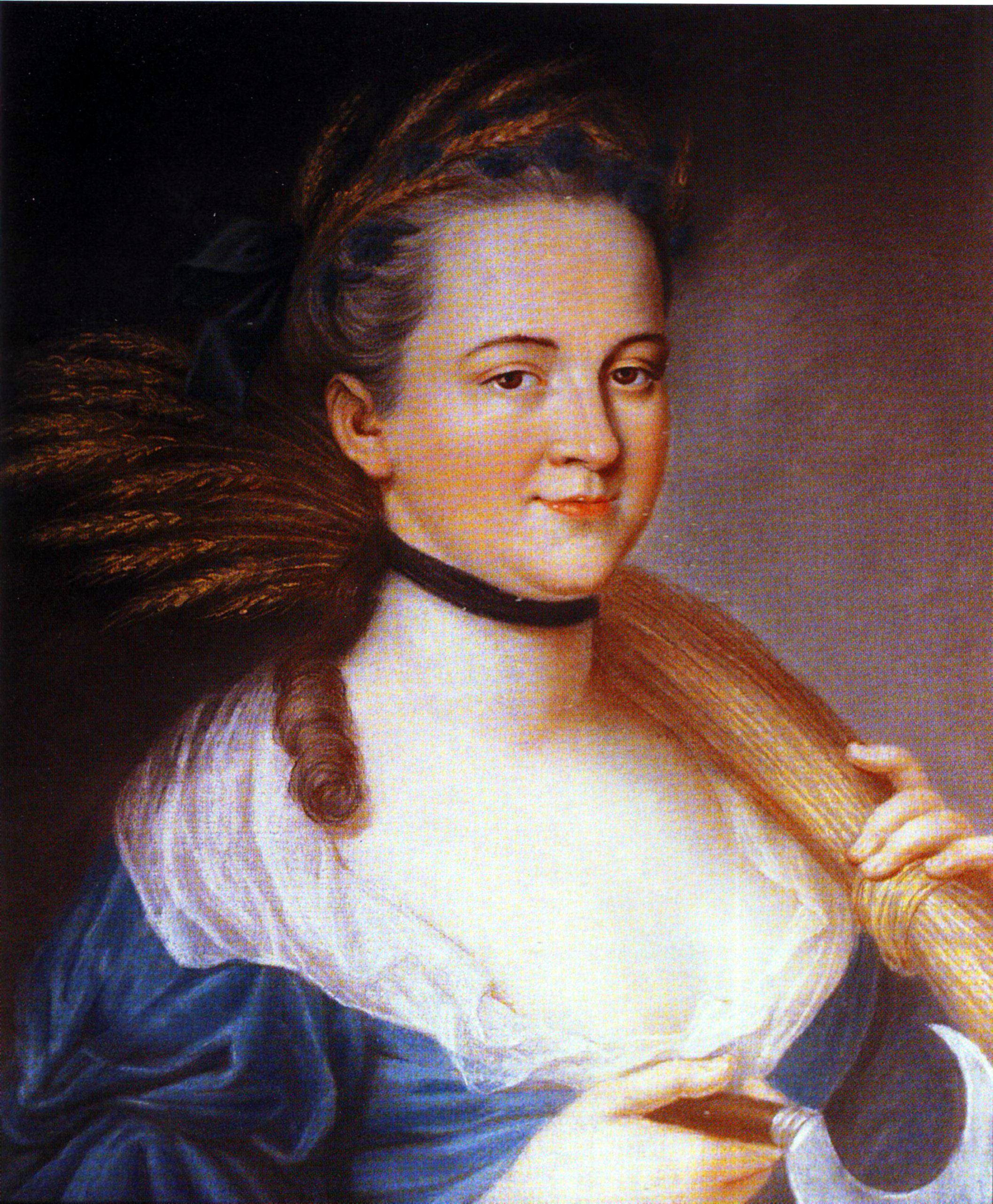
Portrait de la princesse Hélène Stepanovna Kourakina, née Apraxina (1735-1768), épouse du prince B.A. Kourakine, figurant l'été
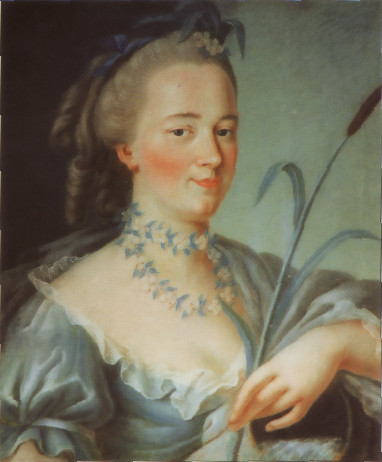
Portrait de la comtesse Prascovie Alexandrovna Bruce (1729-1785), née Roumiantseva, sœur de Pierre Roumiantsev et épouse du comte Jacob Bruce, gouverneur de Saint-Pétersbourg, figurant le printemps